# Amanita albidannulata
Amanita albidannulata é um fungo que pertence ao gênero de cogumelos Amanita na ordem Agaricales. Encontrado no estado de Nova Gales do Sul, na Austrália, foi descrito cientificamente pela primeira vez em 1997 pelo micologista australiano Alec Wood.